# Sixte du Châtelet
Le baron Sixte du Châtelet est un personnage de La Comédie humaine d'Honoré de Balzac. Il apparaît dans le cycle de Lucien de Rubempré : Illusions perdues (écrit de 1836 à 1843) et Splendeurs et misères des courtisanes (paru de 1838 à 1847).

## Biographie du personnage
Habitué du salon de madame de Bargeton, il devient l'ennemi de Lucien lorsque celle-ci devient sa maîtresse. Il les suit à Paris lors de leur fuite et devient baron sous l'influence de la marquise d'Espard. Il peut ainsi épouser madame de Bargeton, lassée de Lucien.